# Éclaibes
Éclaibes és un municipi francès, situat a la regió dels Alts de França, al departament del Nord. L'any 2006 tenia 296 habitants.

## Demografia
| 1962                                       | 1968 | 1975 | 1982 | 1990 | 1999 |
| ------------------------------------------ | ---- | ---- | ---- | ---- | ---- |
| 157                                        | 188  | 180  | 209  | 272  | 270  |
| Des de 1962: població sense dobles comptes |      |      |      |      |      |

## Administració
| Període | Identitat   | Partit |
| ------- | ----------- | ------ |
| 2001-   | Yvon Dubois |        |